# کوتبریج
کوتبریج (به انگلیسی: Coatbridge) یک منطقهٔ مسکونی در اسکاتلند است که در لانارکشر شمالی واقع شده‌است.

## خصوصیات
کوتبریج ۴۱٬۱۷۰ نفر جمعیت دارد.

## خواهرخوانده
شهر گاتچینا خواهرخواندهٔ کوتبریج هست.